# Павлові криниці (заказник)
Па́влові крини́ці — ентомологічний заказник місцевого значення в Україні. Розташований у межах Кам'янець-Подільського району Хмельницької області, на північ від села Нефедівці. 
Площа 6 га. Статус надано згідно з рішенням облради від 18.10.1982 року № 306. Перебуває у віданні Нефедівської сільської ради. 
Цінність являють задернілі схили біля села Нефедівці, вкриті різнотрав'ям, де трапляються дикі бджоли. Зростають цінні лікарські рослини. 
Входить до складу національного природного парку «Подільські Товтри».